# Linia kolejowa nr 290 (Czechy)
Linia kolejowa nr 290 – linia kolejowa w Czechach, biegnąca przez kraj ołomuniecki, od Ołomuńca do Šumperku. Zelektryfikowana została w latach 2019-22.